# Limosina longecostata
Limosina longecostata är en tvåvingeart som beskrevs av Oswald Duda 1938. Limosina longecostata ingår i släktet Limosina och familjen hoppflugor. Inga underarter finns listade i Catalogue of Life.